# Verbandsliga 1904-1905
L'edizione 1904-05 della Verbandsliga vide la vittoria finale del Berliner TuFC Union 92.
Capocannoniere del torneo furono Reinhard Richter (Dresdner SC), con 4 reti (in due partite).

## Partecipanti
| Squadra                      | qualificata come                                        |
| SC Schlesien Breslavia       | Campione del Verbandes Breslauer Ballspielvereine       |
| SC Alemannia Cottbus         | Campione del Verbandes Niederlausitzer Ballspielvereine |
| Berliner TuFC Union 92       | Campione del Verbandes Berliner Ballspielvereine        |
| Dresdner SC                  | Campione del Verbandes Mitteldeutscher Ballspielvereine |
| VfB Lipsia                   | Detentore del titolo                                    |
| Magdeburger FC Viktoria 1896 | Campione del Verbandes Magdeburger Ballspiel-Vereine    |
| Victoria Amburgo             | Campione del Hamburg-Altonaer Fußball-Bundes            |
| Eintracht Braunschweig       | Campione del Fussballbundes Herzogtum Braunschweig      |
| Hannoverscher SV 96          | Campione del Verbandes Hannoverscher Fussball-Vereine   |
| Duisburger SV                | Campione del Rheinisch-Westfälischen Spielverbandes     |
| Karlsruher FV                | Campione del Verbandes Süddeutscher Fussball-Vereine    |

## Fase finale

### Primo turno preliminare
| SC Schlesien Breslavia | 5 – 1 | SC Alemannia Cottbus |

### Secondo turno preliminare
| FuCC Eintracht Braunschweig | 3 – 2 dts | Hannoverscher SV 96 |

| Magdeburger FC Viktoria 1896 | non disputata | SC Schlesien Breslavia |

lo Schlesien Breslavia non si presentò alla partita dato gli alti costi della trasferta

### Terzo turno preliminare
| FuCC Eintracht Braunschweig | 2 – 1 dts | Magdeburger FC Viktoria 1896 |

### Quarti di finale
| FuCC Eintracht Braunschweig | non disputata | VfB Lipsia |

| Berliner TuFC Union 92 | 4 – 1 | FuCC Eintracht Braunschweig |

| Karlsruher FV | 1 – 0 | Duisburger SV |

| Dresdner SC | 5 – 3 | FC Victoria Amburgo |

### Semifinali
| Dresdner SC | 2 – 5 | Berliner TuFC Union 92 |

il Karlsruher FV 91 si qualificò automaticamente alla finale

### Finale
| Berliner TuFC Union 92 | 2 – 0 | Karlsruher FV |

## Finale
|            |            | Krüger           |
|            |            | Otto Kähne       |
|            |            | Alexander Bock   |
|            |            | Emil Reinke      |
|            |            | Felix Jurga      |
|            |            | Kurt Heinrich    |
|            |            | Alfred Wagenseil |
|            |            | Willi Pisara     |
|            |            | Paul Herzog      |
|            |            | O. Fröhde        |
|            |            | Reinhold Bock    |
| Allenatore | Allenatore | ?                |

|            |            | Schierbeck     |
|            |            | Fritz Gutsch   |
|            |            | Adolf Bouvy    |
|            |            | Max Schwarze   |
|            |            | Ivo Schricker  |
|            |            | Hans Ruzek     |
|            |            | Wilhelm Langer |
|            |            | Julius Zinser  |
|            |            | Rudolf Wetzler |
|            |            | Holdermann     |
|            |            | Louis Heck     |
| Allenatore | Allenatore | ?              |

|  | 10' | Wagenseil | 1-0 |
|  | 50' | Herzog    | 2-0 |

| Árbitro: | Dr. Reginald Joseph Westendarp di Amburgo |
| Reporte  |                                           |

|            |            | Krüger           |
|            |            | Otto Kähne       |
|            |            | Alexander Bock   |
|            |            | Emil Reinke      |
|            |            | Felix Jurga      |
|            |            | Kurt Heinrich    |
|            |            | Alfred Wagenseil |
|            |            | Willi Pisara     |
|            |            | Paul Herzog      |
|            |            | O. Fröhde        |
|            |            | Reinhold Bock    |
| Allenatore | Allenatore | ?                |

|            |            | Schierbeck     |
|            |            | Fritz Gutsch   |
|            |            | Adolf Bouvy    |
|            |            | Max Schwarze   |
|            |            | Ivo Schricker  |
|            |            | Hans Ruzek     |
|            |            | Wilhelm Langer |
|            |            | Julius Zinser  |
|            |            | Rudolf Wetzler |
|            |            | Holdermann     |
|            |            | Louis Heck     |
| Allenatore | Allenatore | ?              |

|  | 10' | Wagenseil | 1-0 |
|  | 50' | Herzog    | 2-0 |

| Árbitro: | Dr. Reginald Joseph Westendarp di Amburgo |
| Reporte  |                                           |

|                                            |
| Vincitore del Campionato Tedesco 1904-1905 |
| Berliner TuFC Union 92                     |
| 1º títolo                                  |

## Verdetti
- Berliner TuFC Union 92 campione dell'Impero Tedesco 1904-05.